# Gartenberg (Hösbach)
Der Gartenberg ist ein 309 m ü. NHN hoher Berg im Spessart zwischen Hösbach und Goldbach im bayerischen Landkreis Aschaffenburg.

## Geographie
Der Gartenberg liegt südlich des Aschafftals zwischen den Siedlungen Kugelberg (Markt Goldbach) und Sand (Markt Hösbach). Im Südwesten liegt die zu Aschaffenburg gehörende Schellenmühle und südlich davon das Klinikum Aschaffenburg am Hasenkopf. Dort verläuft die Kreisstraße AB 22 von der Fasanerie nach Schmerlenbach. Nordöstlich schließt sich die Kaupe (291 m), nordwestlich der 239 m hohe Kugelberg an, auf dem sich der Burgstall Kugelburg befindet. An den westlichen Hängen des Gartenberges liegen der Ober- und der Untergartenhof. Über den Gartenberg führt der Fränkische Marienweg.